# A Larum
 (février 2017).
Si vous disposez d'ouvrages ou d'articles de référence ou si vous connaissez des sites web de qualité traitant du thème abordé ici, merci de compléter l'article en donnant les références utiles à sa vérifiabilité et en les liant à la section « Notes et références ».
Albums de Johnny Flynn
Been Listening
(2010)
A Larum est le premier album commercialisé du chanteur et musicien folk britannique Johnny Flynn, sorti le 26 mai 2008, sur le label anglais Vertigo Records.
Pour cet album, il s'entoure, sur plusieurs chansons, du groupe instrumental The Sussex Wit (en), dont sa sœur fait partie[réf. nécessaire].
Les critiques sont souvent élogieuses et le succès de l'album lui permet de partir en tournée en dehors des frontières européennes[réf. nécessaire].
Le titre de l'album est tiré de l'anglais ancien et signifie "une alarme".

## Liste des titres
| 1.    | The Box                     | 3:36 |
| 2.    | The Wrote & The Writ        | 4:14 |
| 3.    | Tickle Me Pink              | 3:11 |
| 4.    | Brown Trout Blues           | 5:03 |
| 5.    | Eyeless in Holloway         | 4:05 |
| 6.    | Shore to Shore              | 4:24 |
| 7.    | Cold Bread                  | 3:30 |
| 8.    | Wayne Rooney                | 4:18 |
| 9.    | Leftovers                   | 4:16 |
| 10.   | Sally                       | 3:35 |
| 11.   | Hong Kong Cemetry           | 4:51 |
| 12.   | Tunnels                     | 3:08 |
| 13.   | All the Dogs are Lying Down | 4:14 |
| 53:39 |                             |      |

| 14. | Shore to Shore (Reprise) | 1:27 |

| D1. | Old Tricks             | 4:57 |
| D2. | The Ghost Of O'Donahue | 3:51 |

- Arrangements par Johnny Flynn, The Sussex Wit